# Águila constitucionalista

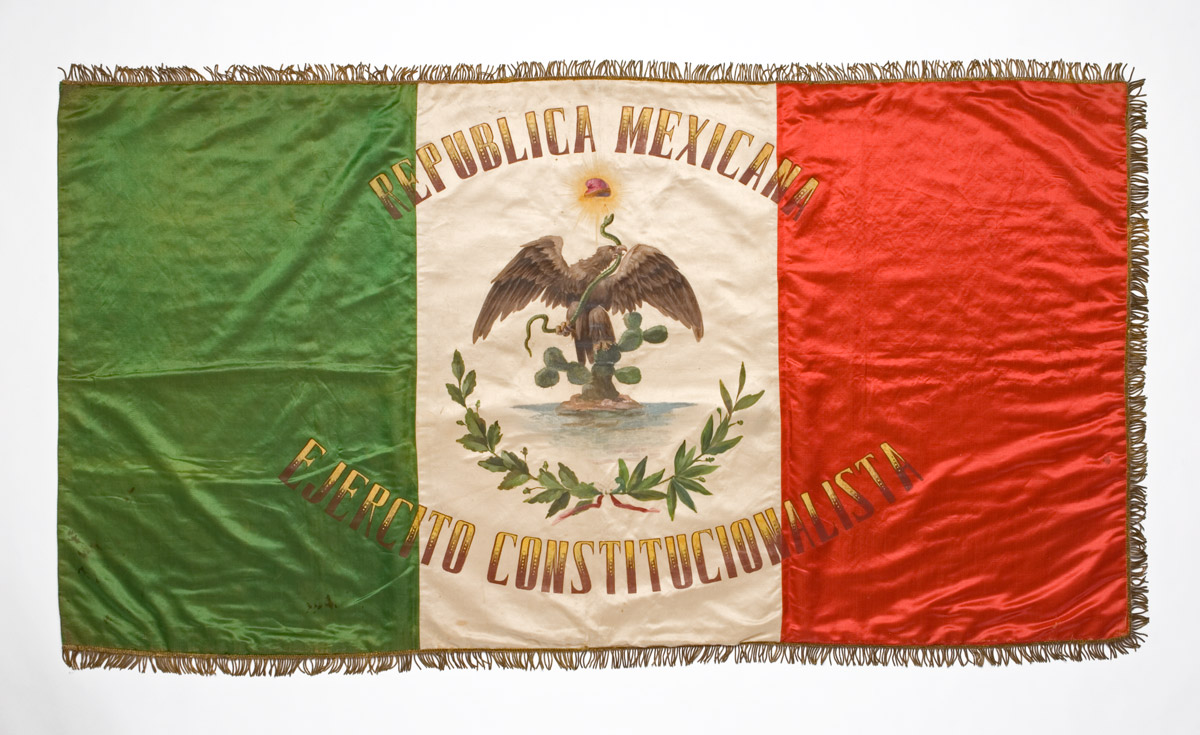
Bandera del Ejército Constitucionalista con el águila de Carranza.

El águila constitucionalista o águila carrancista es el símbolo creado por Venustiano Carranza como escudo del Ejército Constitucionalista, el Poder Ejecutivo de la Unión y el proceso de la Constitución Política de los Estados Unidos Mexicanos. Usado en documentación, emblemas, monedas y billetes, fue ratificada por Abelardo Rodríguez como elemento del Escudo nacional de México, vigente a la actualidad.

## Descripción
El águila constitucionalista representaba a un águila real vista de frente con las alas abiertas, con un gorro frigio resplandeciente encima de su cabeza y despedazando a una serpiente. En los documentos del Ejército Constitucionalista el águila estaba posada entre nopales, blasones, cañones, municiones y una hoja de laurel y de encino anudadas por un listón tricolor. En tanto en los documentos emitidos por Carranza como Primer Jefe del Ejército Constitucionalista aparecían solo el águila, la serpiente y el gorro, como es el caso del Decreto de la Primera Jefatura de promulgación de la Constitución del 5 de febrero de 1917.

## Historia
Carranza adoptó el símbolo del águila constitucionalista como forma de distinguir al Ejército que comandaba de las fuerzas federales bajo el mando de Victoriano Huerta,
El decreto del 20 de septiembre de 1916 dado por Venustiano Carranza establecía que se hiciera una versión oficial del escudo nacional debido a la gran cantidad de dibujos y modelos usados en el pasado, y que el modelo que "se deposita y conserva en la Dirección General de Bellas Artes" sería el único a usar en todo el país.
Dicha disposición nunca fue cumplida. Un decreto del 5 de febrero de 1934 del entonces presidente Abelardo Rodríguez corroboraba dicha arbitrariedad, incluso después de emitido el decreto carrancista:

CONSIDERANDO: Que tales discrepancias de la composición artística del Escudo Nacional han dado origen a diversas iniciativas, tendientes a imprimirle la debida unidad y diferentes medidas encaminadas a lograrla, y que con ese fin el Primer Jefe del Ejército Constitucionalista expidió, en 21 de septiembre de 1916, un decreto en el que, reconociéndose la inconveniencia de que el Escudo Nacional tuviera distintas interpretaciones gráficas, se mandó depositar en la Dirección General de Bellas Artes el modelo elegido, de acuerdo con los antecedentes históricos y el concepto primitivo que le dio origen, previniéndose que sería al único que en lo sucesivo debería usarse por las autoridades civiles y militares y por los representantes diplomáticos y cónsules acreditados en el extranjero;
CONSIDERANDO: Que el aludido decreto de 21 de septiembre de 1916 no llegó a surtir sus efectos por no haberse hecho el depósito mandado, lo que motiva la subsistencia de diversas interpretaciones gráficas;
Abelardo Rodríguez, decreto del 5 de febrero de 1934